# Memoriał Bronisława Idzikowskiego i Marka Czernego 1985
Memoriał im. Bronisława Idzikowskiego i Marka Czernego 1985 – 18. edycja turnieju w celu uczczenia pamięci polskiego żużlowca Bronisława Idzikowskiego i Marka Czernego, który odbył się dnia 22 lipca 1985 roku i był on jednocześnie turniejem o Puchar Gazety Częstochowskiej. Turniej wygrał Marek Cieślak.

## Wyniki
- Częstochowa, 22 lipca 1985
- NCD: Dariusz Bieda - 73,00 w wyścigu 20
- Sędzia: Władysław Frank

| Msc. | Zawodnik                  | Klub           | Pkt |             |  |
| ---- | ------------------------- | -------------- | --- | ----------- |  |
| 1    | (9) Marek Cieślak         | Częstochowa    | 14  | (3,3,3,3,2) |  |
| 2    | (2) Wiesław Pawlak        | Zielona Góra   | 13  | (3,2,2,3,3) |  |
| 3    | (10) Jacek Brucheiser     | Ostrów Wlkp.   | 12  | (2,3,2,3,2) |  |
| 4    | (15) Paweł Waloszek       | Świętochłowice | 12  | (3,3,3,0,3) |  |
| 5    | (13) Krzysztof Zarzecki   | Świętochłowice | 11  | (2,1,3,2,3) |  |
| 6    | (6) Marian Wardzała       | Tarnów         | 10  | (2,1,3,2,2) |  |
| 7    | (4) Dariusz Bieda         | Częstochowa    | 9   | (1,3,1,1,3) |  |
| 8    | (1) Sławomir Drabik       | Częstochowa    | 8   | (2,2,2,2,0) |  |
| 9    | (5) Zygmunt Nocuń         | Częstochowa    | 5   | (3,0,0,0,2) |  |
| 10   | (3) Jaroslav Gavenda      | Czechosłowacja | 5   | (0,1,2,2,0) |  |
| 11   | (7) Grzegorz Malinowski   | Zielona Góra   | 4   | (0,0,0,3,1) |  |
| 12   | (11) Wolfgang Buske       | NRD            | 4   | (0,2,1,1,0) |  |
| 13   | (8) Dietmar Lischke       | NRD            | 4   | (1,1,1,0,1) |  |
| 14   | (12) Janusz Górski        | Tarnów         | 4   | (1,0,1,1,1) |  |
| 15   | (16) Andrzej Kułaga       | Świętochłowice | 3   | (0,2,0,1,0) |  |
| 16   | (14) Franciszek Jaziewicz | Ostrów Wlkp.   | 2   | (1,0,0,0,1) |  |

Bieg po biegu
1. [74,20] Pawlak, Drabik, Bieda, Gavenda
2. [74,70] Nocuń, Wardzała, Lischke, Malinowski
3. [73,80] Cieślak, Brucheiser, Górski, Buske
4. [75,40] Waloszek, Zarzecki, Jaziewicz, Kułaga
5. [74,80] Cieślak, Drabik, Zarzecki, Nocuń
6. [74,00] Brucheiser, Pawlak, Wardzała, Jaziewicz
7. [75,60] Waloszek, Buske, Gavenda, Malinowski
8. [75,00] Bieda, Kułaga, Lischke, Górski
9. [77,20] Wardzała, Drabik, Buske, Kułaga
10. [76,40] Waloszek, Pawlak, Górski, Nocuń
11. [76,40] Cieślak, Gavenda, Lischke, Jaziewicz
12. [75,60] Zarzecki, Brucheiser, Bieda, Malinowski
13. [76,80] Malinowski, Drabik, Górski, Jaziewicz
14. [??,??] Pawlak, Zarzecki, Buske, Lischke
15. [74,00] Brucheiser, Gavenda, Kułaga, Nocuń
16. [73,60] Cieślak, Wardzała, Bieda, Waloszek
17. [75,20] Waloszek, Brucheiser, Lischke, Drabik
18. [74,10] Pawlak, Cieślak, Malinowski, Kułaga
19. [74,00] Zarzecki, Wardzała, Górski, Gavenda
20. [73,00] Bieda, Nocuń, Jaziewicz, Buske

Po zawodach rozegrano bieg dodatkowy o Puchar Prezydenta Częstochowy: Brucheiser, Pawlak, Waloszek, Cieślak.